# イスマイル・ヤコブス
イスマイル・ヨズア・ヤコブス（Ismail Joshua Jakobs、1999年8月17日 - ）は、ドイツ・ケルン出身のサッカー選手。スュペル・リグ・ガラタサライSK所属。セネガル代表。ポジションはDF。

## 経歴

### ケルン
BCブリーズハイムでキャリアをスタートさせた後、2012年に1.FCケルンのアカデミーに加入した。2017年、ケルンのトップチームに最も近いカテゴリーであるU-21チームに昇格し、レギオナルリーガを戦うこととなった。
2019-20シーズン開幕前、当時のトップチーム監督だったアヒム・バイアロルツァーによって、トップチームへと引き上げられ、2019年11月8日のTSG 1899ホッフェンハイム戦でトップチームデビューを飾った。同年12月19日のアイントラハト・フランクフルト戦では4-2での勝利に繋がるプロ初ゴールを挙げた。このシーズン終了後の2020年6月、ケルンはヤコブスとの契約を2022年まで延長し、翌年10月にはさらに2年間延長した。

### モナコ
2021年7月12日、リーグ・アンのASモナコに移籍し、2026年までとなる5年契約を交わした。モナコでのデビューは、8月3日に行われたUEFAチャンピオンズリーグ・予選のACスパルタ・プラハ戦となった。

### 代表
2020年8月21日、シュテファン・クンツ監督によってU-21ドイツ代表に初招集され、翌年に開催されたUEFA U-21欧州選手権2021にも登録メンバー入りした。
2022年9月、父親の祖国であるセネガル代表からの招集に応じ、9月24日に行われたボリビア代表との親善試合で同代表デビューを果たした。

## 人物
セネガル人の父親の下、ドイツにて生まれたため、セネガル国籍も保持している。

## 個人成績
2021年8月3日現在
| クラブ       | シーズン     | リーグ戦       | リーグ戦 | リーグ戦 | 国内カップ | 国内カップ | 国際大会 | 国際大会 | 合計 | 合計 |
| クラブ       | シーズン     | ディヴィジョン | 出場     | 得点     | 出場       | 得点       | 出場     | 得点     | 出場 | 得点 |
| ------------ | ------------ | -------------- | -------- | -------- | ---------- | ---------- | -------- | -------- | ---- | ---- |
| 1.FCケルン   | 2019-20      | ブンデスリーガ | 20       | 2        | 0          | 0          | -        | -        | 20   | 2    |
| 1.FCケルン   | 2020-21      | ブンデスリーガ | 23       | 1        | 2          | 1          | -        | -        | 25   | 2    |
| 1.FCケルン   | クラブ通算   | クラブ通算     | 43       | 3        | 2          | 1          | 0        | 0        | 45   | 4    |
| モナコ       | 2021-22      | リーグ・アン   | 28       | 0        | 5          | 0          | 6        | 0        | 40   | 0    |
| キャリア通算 | キャリア通算 | キャリア通算   | 71       | 3        | 7          | 1          | 7        | 0        | 86   | 4    |

## 代表歴

### 出場大会
- セネガル代表
  - 2022 FIFAワールドカップ

### 試合数
- 国際Aマッチ 12試合 0得点（2022年-）[11]

| セネガル代表 | 国際Aマッチ | 国際Aマッチ |
| 年           | 出場        | 得点        |
| ------------ | ----------- | ----------- |
| 2022         | 6           | 0           |
| 2023         | 6           | 0           |
| 2024         |             |             |
| 通算         | 12          | 0           |